# Thom Barry
Thom Barry (ur. 6 grudnia 1950 w Cincinnati) – amerykański aktor.

## Filmografia
- Out of Darkness (1994) jako terapeuta
- Brzemię białego człowieka (White Man’s Burden, 1995) jako gospodarz domu
- Apollo 13 (1995) jako pielęgniarz
- Kongo (Congo, 1995) jako Samahani
- Amerykański prezydent (The American President, 1995) jako strażnik
- Dzień Niepodległości (Independence Day, 1996) jako technik
- Zagniewani młodociani (High School High, 1996) jako nauczyciel
- Bunt (Riot, 1996) jako Fred Baker
- Duchy Missisipi (Ghosts of Mississippi, 1996) jako Bennie Thompson
- Kosmiczny mecz (Space Jam, 1996) jako James Jordan
- Stalowy rycerz (Steel, 1997) jako sierżant Marcus
- Air Force One (1997) jako oficer patrolujący
- Przybysze: Ludzie Udary (Alien Nation: The Udara Legacy, 1997) jako Moore
- Pierwsza liga III: Powrót do źródeł (Major League: Back to the Minors, 1998) jako Frank 'Pops' Morgan
- Regulamin zabijania (Rules of Engagement, 2000) jako gen. West
- Spisane na straty (The Expendables, 2000) jako Tayler
- Szybcy i wściekli (The Fast and the Furious, 2001) jako agent Bilkins
- Dowody zbrodni (Cold Case, 2003) jako Will Jeffries
- Za szybcy, za wściekli (2 Fast 2 Furious, 2003) jako agent Bilkins
- Time Out (2004) jako dyrektor Benson
- The Mannsfield 12 (2007) jako oficer Evans